# 塔维拉塔
塔维拉塔（Torre Tavira）是一座18世纪瞭望塔，位于西班牙南部城市加的斯，高45米，它位于Recaño侯爵宫（现加的斯音乐学院），巴洛克风格。它建于1778年，用于瞭望港口。
1994年，塔维拉塔设立了暗房光学系统，游客可以在里面看到投射的老城的全景。